# 佐米亞

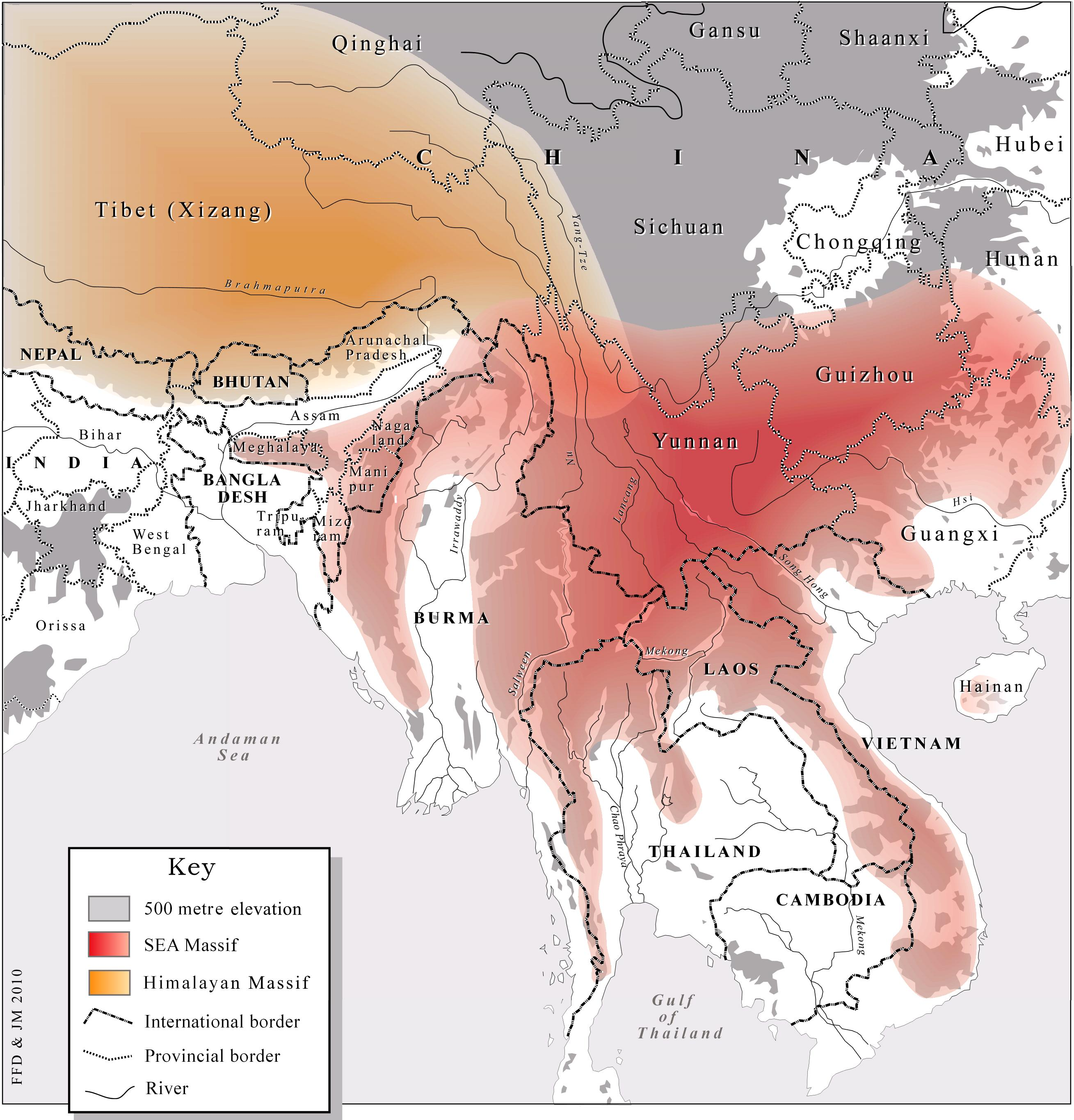
東南亞地塊（紅色）的地理位置，大致和佐米亚重合

佐米亞（Zomia），又译赞米亚，是一种描述東南亞內陸山區的地理學术语，概念与东南亚地块（Southeast Asian Massif）类似，其歷史和文化与東南亞低地相异。
提出佐米亚概念的学者詹姆斯·斯科特强调，佐米亚住民的文化共性是抗拒现代性，他认为佐米亚的住民是一群追求“不被治理的艺术”的人，为了抗拒低地宗主的统治和压迫，而有意逃避国家机器，注重保存延续自己独特的文化和生活方式。

## 定義
佐米亞的概念由阿姆斯特丹大學的威廉·范申德尔、耶魯大學的詹姆斯·斯科特提出，指緬甸、泰國、寮國、越南、中國南部，或再加上印度、孟加拉東端的廣大山區。源自藏緬語族诸语言中指稱「高地民」的佐米（Zomi），其中zo意为“高地”或“远方”，而mi意为“人”。缅甸北部及印度东北地区有一些族群被称为Zomi，如钦人中的分支部落即有Zomi人（即佐人 “高地人”）和Mizo人，及其近支人群米佐人（米佐拉姆邦的名称来源）等。

## 历史
耶鲁大学教授詹姆斯·斯科特在2009年的著作《不被治理的艺术》（The Art of Not Being Governed）中提出佐米亚的概念。他认为，佐米亚地区的民族文化世代传承，而为关于现代性的老套故事提供了一种反面的叙述：即一旦人们接触到现代技术和现代国家的便利，他们就会被同化。佐米亚的部落有意识地逃避国家统治和国家中心经济。他在序言写道：

在低地民族眼中的山地部落如同“我们活着的祖先”“我们在接纳稻米种植、佛教和文明之前的样子”，但更准确的理解应是逃亡出走者的群体，他们在两千年的时间裏，一直在逃避低地的国家事业的压迫：蓄奴、征兵、税收、徭役、疾病和战乱。

斯科特继续补充说，佐米亚是地球上最大的尚未被民族国家完全同化的地区，尽管这个文化独立时代趋于结束。虽然佐米亚在语言上异常多样化，但山地的语言与平原的语言总是截然不同的。至少在形式上，亲缘结构也将山地与低地区分开来。山区社会确实产生了某种“盈余”，但他们并没有用这种盈余来支持君主和僧侣。高地和低地一样，住民各有不同地位和财富。不同的是，在山地，这些地位和财富往往是持久的，而在低地则既不稳定，又受到地理上的限制。此外，他认为，许多被主流文化视为“原始”或“落后”并被用来诋毁山地住民的特征，实际上是当地人为了避免被同化而刻意而为，如不使用书面文字，追随不断变化的救世主运动，四处游牧等。佐米亚住民在大多数历史中都是缺席的，正如斯科特所说：“不应在史册中出现的正是农民”。 尽管如此，斯科特认为在现实中，高地和低地人民之间的关系是互补的，因为高地人民作为贸易的市场是必不可少的。
学者爱德华·斯特林厄姆和凯莱布·J·迈尔斯（Caleb J. Miles）分析东南亚社会的历史和人类学研究，得出结论认为佐米亚人数千年来一直在逃避国家管治。斯特林厄姆进一步分析了用于避免、遏制和阻止国家的方式。他进一步得出结论，如佐米亚一般的无国籍社会利用地理位置、特定的生产方式和对国家的文化抵抗成功驱逐了国家的强势影响。

## 批评
2010年，《全球历史期刊》出版了佐米亚研究特刊，讨论斯科特的“反权威的佐米亚人”的概念。学者维克多·利伯曼认同高地人应对政治和自然环境而构建了自主文化，但他指出斯科特的文献证据非常薄弱，尤其缺少缅甸语文献，这不仅让斯科特的几个关键论点站不住脚，而且还令他关于佐米亚的一些其他理论有所存疑。此外，利伯曼认为，斯科特高估了人力在军事中的地位。斯科特的大部分论点都在讲述在低地国家如何主宰高地，利伯曼则指出海上贸易同样重要，亦是一个促成因素。斯科特认为高地文化的形成和巩固是出于一种防御机制，是对周边政治和社会环境的反应。而利伯曼认为，婆罗洲和加里曼丹的高地民族几乎具有与佐米亚人相同的文化特征，如地方语言的普及和轮耕农业，这些都是在没有低地国家压迫的情况下发展起来的。
英国学者汤姆·布拉斯质疑斯科特的论调。布拉斯认为，斯科特称佐米亚人是为了逃避国家压迫而“自愿移居”到高地，这说法是一种民粹后现代主义者的理想化描述，没有民族学证据的支持。布拉斯认为佐米亚人并不是自愿迁居到高地，而是被迫离开的，他们也从未逃脱国家的统治。所以他们没有自主权力，也没有得到安全保障。

## 脚注
1. ↑  Michaud, J. 2010, Zomia and Beyond. Journal of Global History, 5(2): 205.
2. ↑  趙中麒. . 民主與治理. 2020, (202008 (7:2期))  [2021-01-30]. （原始内容存档于2021-02-03）.
3. ↑  "Prof. dr Willem van Schendel" （页面存档备份，存于）.
4. ↑  van Schendel, Willem. . Environment and Planning D: Society and Space. 2002, 20 (6): 653 (note 13)  [16 April 2022]. S2CID 220080961. doi:10.1068/d16s.
5. ↑  Scott, James C. . Yale Agrarian Studies. New Haven & London: Yale University Press. 2009: 14–16. ISBN 978-0-300-15228-9. Notes to pages 5 – 14: Other explicit proponents of a systematic view from the periphery include Michaud, Turbulent Times and Enduring Peoples, especially the Introduction by Michaud and John McKinnon, 1–25; Turner, S., C. Bonnin and J. Michaud (2015) 'Frontier Livelihoods. Hmong in the Sino-Vietnamese Borderlands' (Seattle: University of Washington Press); and Hjorleifur Jonsson, Mien Relations: Mountain Peoples, Ethnography, and State Control (Ithaca: Cornell University Press, 2005).  F. K. L. Chit Hlaing [F. K. Lehman], “Some Remarks upon Ethnicity Theory and Southeast Asia, with Special Reference to the Kayah and Kachin,” in Exploring Ethnic Diversity in Burma, ed. Mikael Gravers (Copenhagen: NIAS Press, 2007), 107–22, esp. 109–10.
6. ↑  Stringham, Edward. . Review of Austrian Economics. 2012, 25 (1): 17–33. S2CID 144582680. SSRN 1715223 . doi:10.1007/s11138-010-0115-3.
7. ↑  Michaud, Jean. . Journal of Global History (Cambridge Journals Online). 2010, 5 (2)  [September 7, 2011]. ISSN 1740-0228. （原始内容存档于2016-06-09）. Published for London School of Economics and Political Science
8. ↑  . Marvin B. Becker Collegiate Professor of Southeast Asia, pre-modern Burma, early modern world history. University of Michigan.   [September 7, 2011]. （原始内容存档于2008-09-23）.
9. ↑  Little, Daniel; Michael E. Smith;  et al.  (blogspot). web-based monograph. UnderstandingSociety: 1. October 18, 2010  [September 7, 2011]. （原始内容存档于2023-05-08）. [Lieberman's] most recent volumes, Strange Parallels: Volume 1, Integration on the Mainland: Southeast Asia in Global Context, c.800-1830 (v. 1) and Strange Parallels: Volume 2, Mainland Mirrors: Europe, Japan, China, South Asia, and the Islands: Southeast Asia in Global Context, c.800-1830, are directly relevant to Scott's analysis.
10. ↑  Tom Brass (2012), "Scott's 'Zomia,' or a Populist Post-modern History of Nowhere", Journal of Contemporary Asia, 42:1, 123–33